# ロイヤル・サブリン級戦艦
ロイヤル・サブリン級戦艦（英語: Royal Sovereign class battleship）は、イギリス海軍が建造した戦艦の艦級。近代戦艦の始祖と呼ばれ、前弩級戦艦の基本設計を確立した。日本の富士型戦艦の原型となった。

## 概要
本級は1889年海軍計画により一挙7隻の建造予算が認められた。前級である砲塔装甲艦トラファルガー級の設計に基づき、運用実績による教訓をもとに時の造船局長ウィリアム・ホワイトの手により改設計された。
前級では防御能力を重視し主砲は密閉型の砲塔に収めたが、砲塔の重量増加を招いた。そのため船体形状を凌波性に欠ける低乾舷にせざるを得ず、地中海よりも条件の厳しい大西洋の航行では深刻な問題となってしまっていた。
そこで、本級においては、防御能力は劣るが露砲塔を採用して軽量化し、前後部の乾舷を従来の艦より甲板1層分上げ、艦首部の甲板は水面上5.5 ｍとし凌波性が向上した。これにより前弩級戦艦の特徴の一つである「高い乾舷」を実現した。
その他の本級の特徴としては対水雷艇兵器として速射砲を採用し、その搭載数を10門と増加した事がある。
しかし設計段階で想定した戦術は徹甲弾を撃ち出して敵艦の舷側に破孔を開けることであったが、速射砲による榴弾を上部構造物に撃ちこむ戦術が始まると露砲塔では砲身・砲員に重大な損害を受けるおそれが大きかった。また、平時の運用では、外洋航行時は露砲塔から波が浸入して浸水を招いた。
また本級は乾舷が高くなったことにより船体重量が増えてしまった。さらに、重心が上がったためにローリングが激しかった。なお1894年以降、ビルジキールを装備し、外洋航行時の横揺れ防止対策を行った。
1889年に発注が行われ、1892年からその翌々年にかけてロイヤル・サブリン、エンプレス・オブ・インディア、ロイヤル・オーク、ラミリーズ、レパルス、レゾリューション、リヴェンジの7隻及び準同型艦フッドの合計8隻が就役した。ただし弩級戦艦の竣工などにより陳腐化したため、1911年から1915年にかけてスクラップや標的艦となるなどして退役した。

### フッドの改設計
本級の8番艦のフッドのみは密閉式砲塔を備えている。これは軍令部長フッド大将の強い要求により改設計されたものによる。すなわち再び主砲の全周を防御する大重量の砲塔構造を採用したが、船体前後部の乾舷は前級同様に低くせざるをえず、フッドは本級の最終艦でありながら近代以前の戦艦に分類されることがある。（左の画像参照）
密閉型旋回砲塔を採用し、かつ乾舷を高くする設計は、次代のマジェスティック級戦艦で実現している。

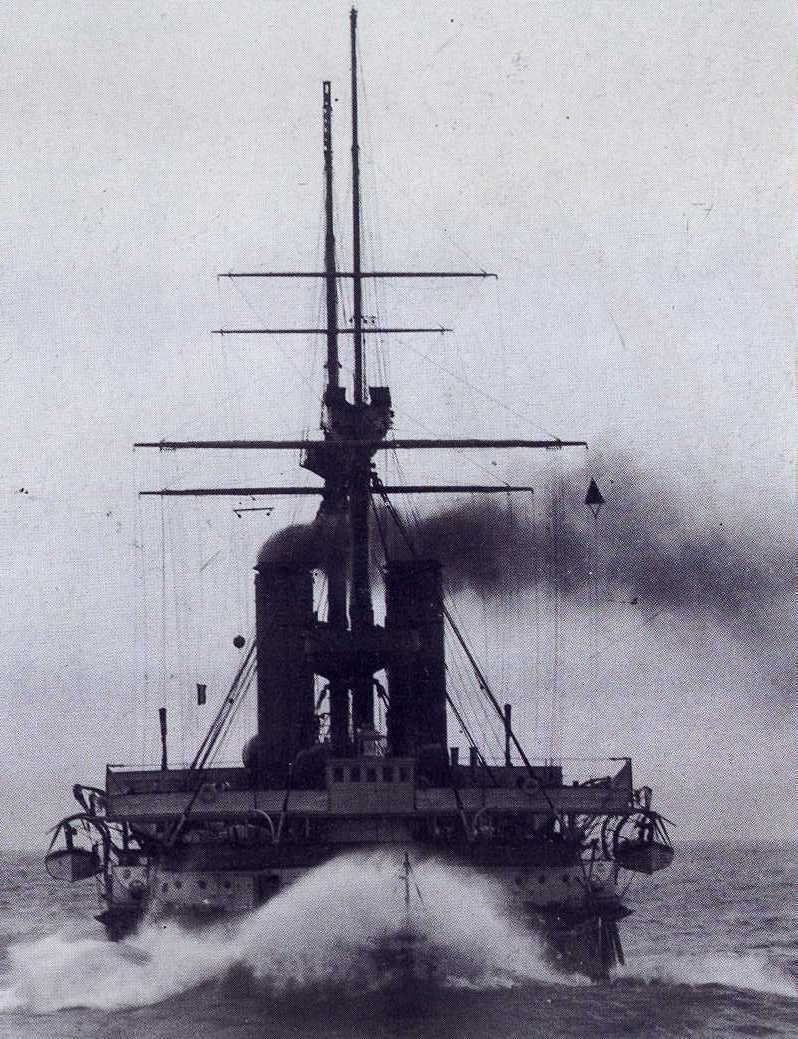
「レゾリューション」。露砲塔を採用し乾舷は前級よりも高くなった。
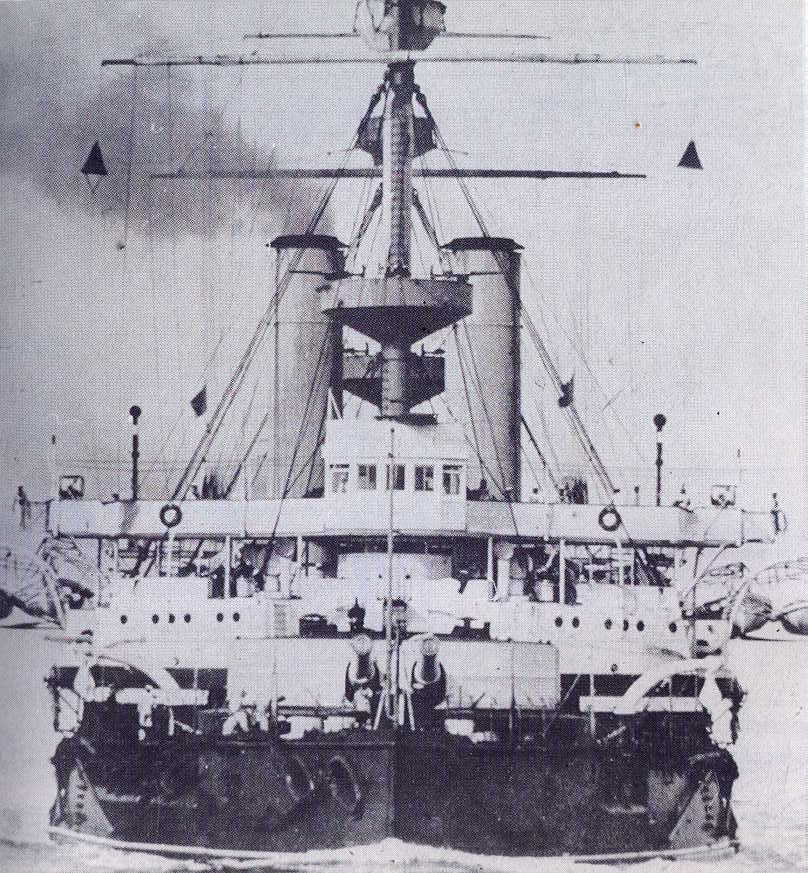
「フッド（HMS Hood）。密閉式砲塔を採用し低乾舷となった。

## 艦形

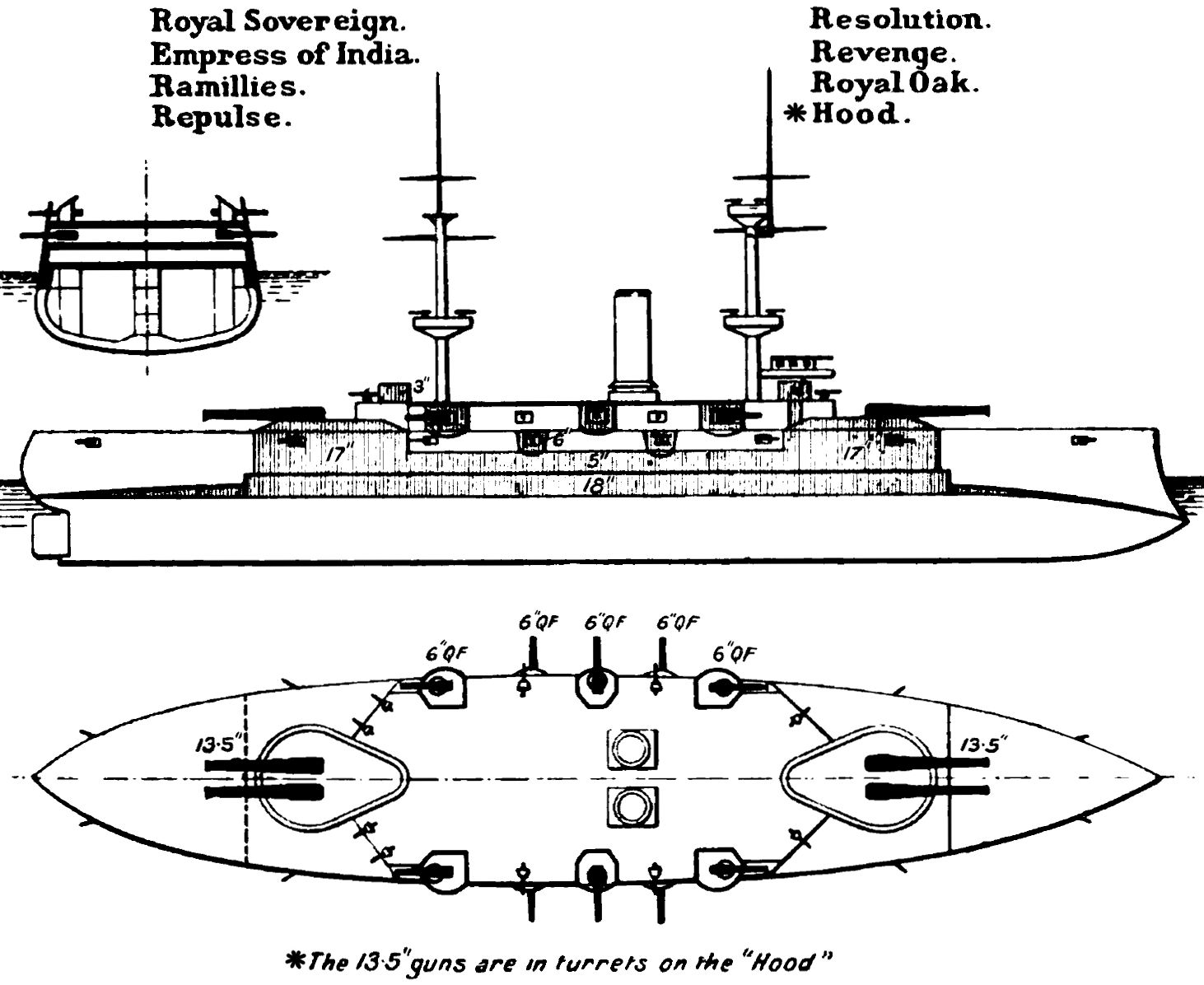
本級の武装・装甲配置を示した図。

本型の船体形状は乾舷の高い平甲板型船体で衝角の付く艦首から艦首甲板上に34.3 cm連装砲を乗せたバーベットが1基、その背後から上部構造物が始まりに司令塔に乗せた操舵艦橋の両脇には船橋（ブリッジ）が付く。艦橋の背後にはミリタリーマストが立つ。ミリタリーマストとはマストの上部あるいは中段に軽防御の見張り台を配置し、そこに37 mm～47 mmクラスの機関砲(速射砲)を配置した物である。これは、当時は水雷艇による奇襲攻撃を迎撃するために遠くまで見張らせる高所に対水雷撃退用の速射砲あるいは機関砲を置いたのが始まりである。形状の違いはあれどこの時代の列強各国の大型艦に多く用いられた様式であった。
本艦のミリタリーマストは頂部と中段に見張り台が設けられた。前部ミリタリー・マストの背後には2本煙突が立つが、配置は左右に1本ずつ立てる並列配置で本級で最後となった。煙突の周囲は煙管型の通風筒が立ち並ぶ艦載艇置き場となっており、ミリタリー・マストを基部とするクレーン2基と2本1組のボート・ダビッドとが片舷2組ずつ計4基で運用された。艦載艇置き場の後部には基部にクレーンの付く後部ミリタリー・マストが立ち、後部甲板上に2番主砲1基が配置された。副砲の15.2 cm速射砲は舷側甲板上に防盾の付いた単装砲架で片舷3基ずつと舷側の中央部にケースメイト（砲郭）配置で片舷2基ずつの計10基を配置した。

## 武装

### 主砲

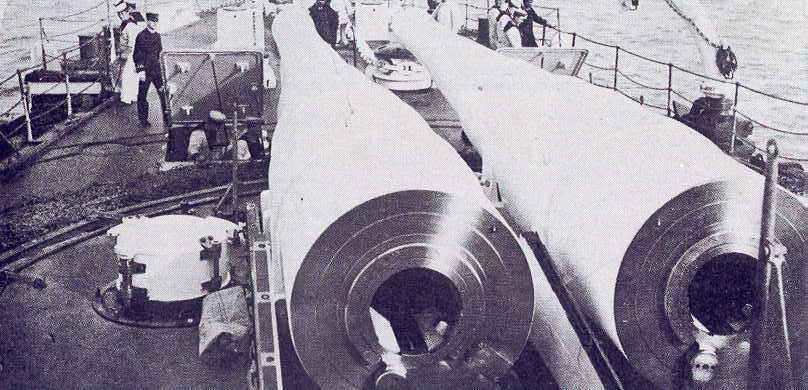
本級の主砲の34.3cm連装砲。砲身の根元は肉厚な設計だった。露砲塔を採用した。

本型の主砲は前級に引き続き「アームストロング 1885年型 34.3 cm（30口径）後装砲」を採用した。600 kgの砲弾を用い、最大射程は10,930 m、発射速度は2分間に1発だった。この砲を連装砲架に据え付け露砲塔に収めた。砲身は砲架に直接固定され、砲の俯仰角を変えるには砲架ごと上下させ、最大仰角13.5度・俯角3度だった。砲架の旋回角度は単体首尾線方向を0度として左右135度の旋回角度を持ち、これらの砲身（砲架）の俯仰・砲塔の旋回・砲弾の揚弾・装填は蒸気ポンプによる水圧で行われ、補助に人力を必要とした。装填時は砲身（砲架）を最大仰角、旋回角度0度にして砲尾と装填機を近づけ、ラマー（押し棒）で砲身内に砲弾や装薬を装填した。
砲塔は上方から見て洋ナシ形状の奥に向けて尖った楕円形となっている。これは奥部に砲弾の装填機構や弾薬庫から砲弾を輸送する揚弾筒がバーベットと別に（バーベットの外に固定されて）備えた形式であったためである｡そのため、揚弾の際には首尾線方向に砲塔の向きを戻す必要があった。

### その他の備砲・水雷兵装
副砲には「アームストロング 1892年型 15.2 cm（40口径）速射砲」を採用した。その性能は45.4 kgの砲弾を、仰角20度で9,140 mまで届かせられた。この砲を単装砲架で舷側に片舷5基ずつ計10基配置した。俯仰能力と旋回角度は装備形式により異なり、甲板上は仰角20度・俯角5度で旋回角度は300度、舷側ケースメイト配置は仰角15度・俯角3度で旋回角度は180度で異なっていた。砲身の俯仰・砲塔の旋回・砲弾の揚弾・装填は主に人力を必要とした。発射速度は毎分5～7発の設計であった。
他に近接戦闘用にフランス製の「オチキス 4.7 cm（43口径）単装機砲」を採用した。その性能は1.5 kgの砲弾を仰角12度で5,944 mまで届かせられる優秀砲でイギリスでライセンス生産され、この時代の主流対水雷艇砲として第一次世界大戦末期まで用いられた。この砲を単装砲架で12基を装備した。俯仰能力は仰角25度・俯角5度である。砲身の俯仰・砲塔の旋回・砲弾の揚弾・装填は主に人力を必要とした。発射速度は毎分20発であった。他に対艦攻撃用に45.7 cm魚雷発射管を単装7基を装備した。

## 艦名
- ロイヤル・サブリン（英語版） Royal Sovereign：「王の統治」といった意味を持つ伝統的艦名。トラファルガーの海戦の副将コリンウッドの乗艦の名でもある。
- エンプレス・オブ・インディア（英語版） Empress of India：「インド女帝」。当時のヴィクトリア女王のこと。
- ロイヤル・オーク（英語版） Royal Oak：清教徒革命のとき、後のチャールズ2世が隠れて追手から逃れたオークの木。
- ラミリーズ（英語版） Ramillies
- レパルス Repulse
- レゾリューション（英語版） Resolution
- リヴェンジ（英語版） Revenge
- フッド（英語版） 本型の準同型Hood（準同型）：18世紀の提督、初代フッド子爵サミュエル・フッド。

## 参考図書
- 「世界の艦船増刊第30集　イギリス戦艦史」（海人社)
- 「Conway's All The World's Fighting Ships 1860-1905」（Conway）